# Sinochem
Sinochem est une entreprise chinoise de chimie qui est l'une des dix premières mondiales de la chimie, fondée en 1950.

## Histoire
En juin 2018, les autorités publiques chinoises annoncent la fusion entre ChemChina et Sinochem, créant un nouveau géant de la chimie au niveau mondial avec un chiffre d'affaires de 120 milliards de dollars.